# David Hurley
David John Hurley (Wollongong, 26 agosto 1953) è un politico e generale australiano, già Governatore generale dell'Australia dal 1º luglio 2019 al 1° luglio 2024 .

## Biografia
Hurley nacque a Wollongong, nel Nuovo Galles del Sud, da Norma e James Hurley. Crebbe nel quartiere di Port Kembla dove si diplomò nel 1971. Successivamente nel 1972 si iscrisse al Royal Military College di Duntroon, a Canberra, dove ottenne nel 1975 un bachelor of arts e un graduate diploma in studi difensivi.

### Carriera militare
Dopo la laurea si arruolò nel 1º battaglione del Royal Australian Regiment (1RAR) e fu promosso al grado di capitano. Fu in seguito aiutante del Sydney University Regiment, effettuando poi uno scambio per prestare servizio nel 1º battaglione delle Irish Guards.
Promosso al grado di tenente colonnello, nel 1993 Hurley assunse il comando del 1RAR durante l'operazione Solace in Somalia, ricevendo una Distinguished Service Cross. Dopo aver ricevuto la promozione al grado di colonnello, frequentò lo United States Army War College tra il 1996 e il 1997, per poi diventare segretario militare del Capo dell'Esercito.
Nel 2011 succedette al Maresciallo capo dell'aria Angus Houston alla carica di Capo di stato maggiore della difesa alla guida dell'Australian Defence Force, raggiungendo il grado di generale. Si è ritirato dall'esercito il 30 giugno 2014, cedendo il posto a Mark Binskin.

### Carriera politica
Il 5 giugno 2014 Mike Baird, Primo ministro del Nuovo Galles del Sud annunciò che Hurley avrebbe sostituito Marie Bashir come Governatore dello Stato. Hurley prestò giuramento il 4 ottobre 2014.

#### Governatore generale dell'Australia
Il 16 dicembre 2018 il Primo ministro australiano Scott Morrison annunciò che Hurley sarebbe diventato Governatore generale dell'Australia a partire dal 1º luglio 2019, giorno in cui prestò giuramento presso il palazzo del Parlamento di Canberra. Le prime parole furono pronunciate in lingua ngunnawal, parlata dagli aborigeni australiani.